# Xylópoli
Xylópoli, en grec moderne : Ξυλόπολη, est un village du dème de Langadás, district régional de Thessalonique, en Macédoine-Centrale, Grèce.
Selon le recensement de 2011, la population du village s'élève à 855 habitants.